# Padang Temu
Padang Temu is een bestuurslaag in het regentschap Pagar Alam van de provincie Zuid-Sumatra, Indonesië. Padang Temu telt 2552 inwoners (volkstelling 2010).